# Samuel Ford Whittingham
Samuel Ford Whittingham (Bristol, 29 de Janeiro de 1772 - Madras, 19 de Janeiro de 1841) foi um militar inglês que prestou serviço nos exércitos britânico e espanhol durante as Guerras Napoleónicas. Posteriormente esteve no exército britânico britânico, na Índia, onde faleceu. Atingiu o posto de tenente-general.

## Trabalhos publicados
- Primera parte de la táctica de la caballería Inglesa, traducida al Castellano por...  (1811)
- System of Manœuvres in Two Lines (1815)
- A System of Cavalry Manœuvres in Line